# Anderson Luís de Abreu Oliveira
Anderson Luís de Abreu Oliveira (Porto Alegre, 1988. április 13. –) brazil labdarúgó.

## Pályafutása

### Grêmio
Anderson 1993-ban került a Grêmio ifiakadémiájára. 2004-ben profi szerződést kapott. Hamar a szurkolók kedvencévé vált, hiszen a másodosztály rájátszásában ő lőtte a mindent eldöntő gólt a Náutico ellen. Óriási meglepetés volt a Grêmio győzelme, hiszen a kiállítások miatt hét játékossal fejezték be a meccset.

### Porto
2005 decemberében a Portóhoz igazolt. 2006. március 5-én mutatkozhatott be a bajnokságban, melyet aztán meg is nyert csapatával. A következő szezonban a Bajnokok Ligájában is pályára léphetett, egy CSZKA Moszkva elleni meccsen debütált, majd a Benfica elleni rangadón eltört a lába, ami miatt öt hónapig nem játszhatott.

### Manchester United
Andersont 2007. május 30-án, körülbelül 18 millió fontért leigazolta a Manchester United. Ezzel ő lett a csapat második brazil játékosa Kléberson után. A 8-as számú mezt kapta meg, melyet korábban Wayne Rooney viselt. Augusztus 3-án, egy Doncaster Rovers elleni barátságos meccsen mutatkozott be új csapatában.
Tétmeccsen szeptember 1-jén, a Sunderland ellen debütált, egy félidőt játszhatott. Nem sokkal később a Bajnokok Ligájában is pályára léphetett. Szeptember 26-án, a Coventry City ellen játszott először végig egy meccset a Unitedben.
A 2008-as BL-döntőn csereként váltotta Wes Brownt, a büntetőpárbajban is részt vett, ő lőtt hatodikként, és értékesítette a tizenegyest. Sir Alex Ferguson szerint a Manchester United számára ez jelentette a fordulópontot Cristiano Ronaldo hibája után. A 2009-es Ligakupa-döntő tizenegyespárbajában ő értékesítette a győzelmet jelentő büntetőt a Tottenham Hotspur ellen. A 2013-2014-es szezonban csatlakozott kölcsönben a Fiorentina együtteséhez január 18-án. Anderson összesen 7-szer lépett pályára a Fiorentinában nyáron visszatért a Manchester Unitedbe.

### Internacional
2015 február. 3-án 4 évre szóló szerződést kötött a brazil élvonalban szereplő Internacional együttesével. A debütáló meccsén kihagyott egy büntetőt a Cruzeiro ellen.

### Adana Demirspor
2018 július. 28-án csatlakozott a török másodosztályban szereplő Adana Demirsporhoz, ahol összesen 11-szer lépett pályára. 2019 szeptember. 21-én bejelentette visszavonulását.

### A válogatottban
Anderson részt vett a 2005-ös U17-es vb-n, ahol a brazilok ezüstérmet nyertek. A felnőtt válogatottban 2007. június 27-én, a Copa Américán mutatkozhatott be, Mexikó ellen. Július 1-jén, Chile ellen kezdőként kapott lehetőséget. A pekingi olimpián bronzérmet nyert a brazil csapattal.

## Statisztika

### Klubcsapatban
| Csapat            | Szezon           | Bajnokság | Bajnokság | Kupa    | Kupa  | Ligakupa | Ligakupa | Kontinentális | Kontinentális | Egyéb   | Egyéb | Összesen | Összesen |
| Csapat            | Szezon           | Meccsek   | Gólok     | Meccsek | Gólok | Meccsek  | Gólok    | Meccsek       | Gólok         | Meccsek | Gólok | Meccsek  | Gólok    |
| ----------------- | ---------------- | --------- | --------- | ------- | ----- | -------- | -------- | ------------- | ------------- | ------- | ----- | -------- | -------- |
| Grêmio            | 2004             | 6         | 1         | 0       | 0     | –        | –        | –             | –             | 0       | 0     | 6        | 1        |
| Grêmio            | 2005             | 13        | 5         | 4       | 0     | –        | –        | –             | –             | 8       | 3     | 25       | 8        |
| Grêmio            | Összesen         | 19        | 6         | 4       | 0     | –        | –        | –             | –             | 8       | 3     | 31       | 9        |
| Porto             | 2005–06          | 3         | 0         | 2       | 0     | –        | –        | 0             | 0             | 0       | 0     | 5        | 0        |
| Porto             | 2006–07          | 15        | 2         | 0       | 0     | –        | –        | 3             | 0             | 1       | 1     | 19       | 3        |
| Porto             | Összesen         | 18        | 2         | 2       | 0     | –        | –        | 3             | 0             | 1       | 1     | 24       | 3        |
| Manchester United | 2007–08          | 24        | 0         | 4       | 0     | 1        | 0        | 9             | 0             | 0       | 0     | 38       | 0        |
| Manchester United | 2008–09          | 17        | 0         | 3       | 0     | 6        | 0        | 9             | 0             | 3       | 0     | 38       | 0        |
| Manchester United | 2009–10          | 14        | 1         | 1       | 0     | 3        | 0        | 5             | 0             | 0       | 0     | 23       | 1        |
| Manchester United | 2010–11          | 18        | 1         | 4       | 0     | 2        | 0        | 6             | 3             | 0       | 0     | 30       | 4        |
| Manchester United | 2011–12          | 10        | 2         | 1       | 0     | 0        | 0        | 4             | 0             | 1       | 0     | 16       | 2        |
| Manchester United | 2012–13          | 17        | 1         | 3       | 0     | 2        | 1        | 4             | 0             | –       | –     | 26       | 2        |
| Manchester United | 2013–14          | 5         | 0         | 0       | 0     | 2        | 0        | 1             | 0             | 1       | 0     | 8        | 0        |
| Manchester United | Összesen         | 105       | 5         | 16      | 0     | 16       | 1        | 38            | 3             | 5       | 0     | 179      | 9        |
| Karrier összesen  | Karrier összesen | 141       | 13        | 22      | 0     | 16       | 1        | 42            | 3             | 14      | 4     | 235      | 21       |

## Sikerei, díjai

### Grêmio
- A brazil másodosztály bajnoka: 2005

### Porto
- Portugál bajnok: 2005/06, 2006/07
- Portugál kupa-győztes: 2006
- Portugál szuperkupa-győztes: 2006

### Manchester United
- Angol bajnok: 2007-08, 2008-09, 2010-11, 2012-13
- Angol ligakupa-győztes: 2008-09, 2009-10
- Angol szuperkupa-győztes: 2011, 2013
- Bajnokok Ligája-győztes: 2007-08
- FIFA-klubvilágbajnok: 2008

### Brazil válogatott
- U17-es dél-amerikai bajnok: 2005
- Copa América-győztes: 2007
- Olimpiai játékok-bronzérmes: 2008